# Jalen Ramsey
Pour les articles homonymes, voir Ramsey.
(en) Statistiques sur pro-football-reference
Jalen Lattrel Ramsey, né le 24 octobre 1994 à Smyrna, est un sportif professionnel américain de football américain jouant au poste de cornerback dans la National Football League (NFL) depuis la 2016 et pour la franchise des Steelers de Pittsburgh depuis 2025.
Au niveau universitaire, il joue pendant trois saisons au sein de la NCAA Division I FBS pour les Seminoles de l'université d'État de Floride avec qui il remporte la finale universitaire au terme de la saison 2013.
Sélectionné en 5e choix global lors du premier tour de la draft 2016 de la NFL par la franchise des Jaguars de Jacksonville, il rejoint ensuite les Rams de Los Angeles en 2019, les Dolphins de Miami en 2023 et les Steelers en 2025.
Au-delà de ses performances sportives, il est connu pour montrer ses émotions ainsi que pour son attitude à parler sans filtre aux médias et aux autres joueurs de la ligue.

## Biographie

### Carrière universitaire
Lors de son année freshman en 2013, il commence l'ensemble des matchs au poste de cornerback pour les Seminoles de Florida State, une première pour un joueur de première année depuis Deion Sanders en 1985,. Avec le maillot no 13, il remporte en fin de saison la finale nationale disputée contre les Tigers d'Auburn. Il porte ensuite le no 8 lors des deux saisons suivantes. En 2015, Charlie Ward, superstar des Seminoles en football américain et joueur professionnel en basketball, l'autorise à porter son no 17 lorsqu'il joue en équipes spéciales lors des retours de kickoff bien que ce numéro ait été retiré par les Seminoles. Après cette dernière saison, il est désigné par consensus joueur All-American. Il annonce ensuite qu'il fait l'impasse sur sa dernière année d'éligibilité pour se présenter à la draft 2016 de la NFL.

### Carrière professionnelle

#### Draft
Il est sélectionné en 5e choix global lors du premier tour de la draft 2016 de la NFL par la franchise des Jaguars de Jacksonville.

#### Rams de Los Angeles (2019-2022)
Le 15 octobre 2019, un mois après avoir demandé à être échangé, il est transféré aux Rams de Los Angeles contre trois sélections de draft, dont deux choix de premier tour pour 2020 et 2021.
Le 9 septembre 2020, Ramsey y signe un contrat de 5 ans pour 105 millions de dollars, dont 71,2 millions de dollars garantis. Le contrat fait de lui le defensive back le mieux payé de l'histoire de la NFL,.
En 4e semaine contre les Giants de New York, une bagarre éclate après la fin du match entre Ramsey et Golden Tate, frère de son ex-petite amie, en partie à cause de commentaires lancés par Ramsey à l'encontre la sœur de Tate, Breanna, avec qui il a eu deux enfants Le 10 octobre 2020, Ramsey écope d'une amende de 15 625 $ à la suite de cette bagarre. En 7e semaine contre les Bears de Chicago à l'occasion du match du lundi, Ramsey réussit la première interception de sa saison en interceptant une passe de Nick Foles.
Le 13 juin 2021, Ramsey déclare durant le mini-camp des Rams qu'il va officiellement changer de numéro et porter le no 5 à la suite des nouvelles règles de la NFL en la matière,. Ramsey termine la saison régulière 2021 avec un total de 46 plaquages et 3 interceptions. Ces performances lui valent une sélection pour le Pro Bowl et dans l'équipe type All-Pro de la saison. Le 30 janvier 2022, les Rams battent les 49ers de San Francisco et se qualifient pour le Super Bowl LVI. Ils y battent les Bengals de Cincinnati sur le score de 23 à 20, ce qui permet à Ramsey de remporter le premier Super Bowl de sa carrière. Lors de ce match, Ramsey réussit quatre plaquages et une passe défendue. Il est classé 9e du Top 100 des joueurs NFL de la saison 2022 (en).
Le 21 juin 2022, Ramsey se fait opérer à l'épaule celle-ci l'ayant fait souffrir tout au long de la saison précédente.

#### Dolphins de Miami (2023-2025)
Le 15 mars 2023, Ramsey est échangé aux Dolphins de Miami contre le tight end Hunter Long (en) et un choix de 3e tour de la draft 2023 (obtenu à l'origine des Patriots de la Nouvelle-Angleterre à la suite de l'échange de DeVante Parker). Pendant le camp d'entraînement, il subit une déchirure du ménisque qui l’empêche de jouer pendant plusieurs mois. Placé sur la liste des réservistes blessés le 31 août, il est réactivé le 28 octobre.
Il réussit sa première interception pour les Dolphins sur une passe du quarterback Mac Jones en 8e semaine contre les Patriots. Lors de la victoire 20 à 13 contre les Raiders, il réussit deux interceptions ce qui lui vaut d'être désigné meilleur joueur défensif de la semaine en AFC.
En fin de saison il est sélectionné pour son septième Pro Bowl consécutif. Titulaire lors des dix matchs joués en 2023, il totalise trois interceptions et cinq passes défendues. Il est classé 25e du Top 100 des meilleurs joueurs NFL de la saison 2023 par ses pairs.
Les Dolphins engaghent pour la saison 2024 le coordinateur défensif Anthony Weaver en remplacement de Vic Fangio (en). L'entraîneur principal Mike McDaniel désigne Ramsey comme titulaire au poste de cornerback aux côtés de Kendall Fuller. Le 6 septembre 2024, Ramsey signe avec les Dolphines, une extension de contrat de trois ans pour un montant de 72,30 millions de dollars dont 24,23 millions entièrement garantis, faisant de lui le cornerback le mieux payé de la NFL,. 
Il effectue sa meilleure performance en 10e semaine en réussissant six plaquages dont quatre en solo lors de la victoire 23 à 15 chez les Rams. La semaine suivante (victoire 34-19 contre les Raiders), il réussit cinq plaquages en solo ainsi que deux passes déviées et une interception sur la tentative de passe du quarterback Gardner Minshew vers le wide receiver Jakobi Meyers (en). Titulaire sur les 17 matchs de la saison, il totalise 60 plaquages dont 39 en solo, 11 passes déviées, deux interceptions et un sack. Après avoir convenu mutuellement de se séparer, le directeur général des Dolphins, Chris Grier, annonce que l'équipe et Ramsey vont tenter de trouver une franchise dès le 15 avril 2025 en vue d'un échange.

#### Steelers de Pittsburgh (2025)
Le 30 juin 2025, Ramsey, en compagnie de son coéquipier Jonnu Smith et un choix de 7e tour de la draft 2027, est échangé aux Steelers de Pittsburgh contre le safety Minkah Fitzpatrick et un choix de 5e tour de la draft 2027.

## Statistiques

### Universitaires
| Année    | Équipe        | Statut   | MJ |       | Plaquages | Plaquages | Plaquages | Plaquages |       | Interceptions | Interceptions | Interceptions | Interceptions |  | Fumbles | Fumbles |
| Année    | Équipe        | Statut   | MJ | Total | Seul      | Ast.      | Sacks     | Nb.       | Yards | Déf.          | TD            | Nb.           | Rec.          |  |         |         |
| 2013     | Florida State | Fr.      | 14 | 49    | 37        | 12        | 1         | 1         | 31    | 01            | 0             | 1             | 1             |  |         |         |
| 2014     | Florida State | So.      | 14 | 80    | 48        | 32        | 3         | 2         | 27    | 12            | 0             | 3             | 0             |  |         |         |
| 2015     | Florida State | Jr.      | 13 | 52    | 37        | 15        | 1         | 0         | 0     | 09            | 0             | 0             | 1             |  |         |         |
| Totaux 3 | Totaux 3      | Totaux 3 | 41 | 181   | 122       | 59        | 5         | 3         | 58    | 22            | 0             | 4             | 2             |  |         |         |

### Professionnelles
| Légende | Légende                          |
| ------- | -------------------------------- |
|         | A remporté le Super Bowl         |
| En gras | Meilleur statistique en carrière |

| Année  | Équipe                  | MJ  |                 | Plaquages       | Plaquages       | Plaquages       | Plaquages       |                 | Interceptions   | Interceptions   | Interceptions | Interceptions |  | Fumbles | Fumbles |
| Année  | Équipe                  | MJ  | Total           | Seul            | Ast.            | Sacks           | Nb.             | Yards           | Déf.            | TD              | Nb.           | Rec.          |  |         |         |
| 2016   | Jaguars de Jacksonville | 16  | 65              | 55              | 10              | 0,0             | 2               | 65              | 14              | 1               | 1             | 0             |  |         |         |
| 2017   | Jaguars de Jacksonville | 16  | 63              | 52              | 11              | 0,0             | 4               | 34              | 17              | 0               | 0             | 0             |  |         |         |
| 2018   | Jaguars de Jacksonville | 16  | 65              | 62              | 03              | 0,0             | 3               | 0               | 13              | 0               | 0             | 0             |  |         |         |
| 2019   | Jaguars de Jacksonville | 03  | 17              | 13              | 04              | 0,0             | 0               | 0               | 01              | 0               | 1             | 0             |  |         |         |
| 2019   | Rams de Los Angeles     | 09  | 33              | 31              | 02              | 0,0             | 1               | 13              | 05              | 0               | 1             | 0             |  |         |         |
| 2020   | Rams de Los Angeles     | 15  | 44              | 36              | 08              | 0,0             | 1               | 02              | 09              | 0               | 0             | 0             |  |         |         |
| 2021   | Rams de Los Angeles     | 16  | 77              | 62              | 15              | 0,0             | 4               | 41              | 16              | 0               | 1             | 1             |  |         |         |
| 2022   | Rams de Los Angeles     | 17  | 88              | 64              | 24              | 2,0             | 4               | 53              | 18              | 0               | 2             | 1             |  |         |         |
| 2023   | Dolphins de Miami       | 10  | 22              | 18              | 04              | 0,0             | 3               | 52              | 05              | 0               | 0             | 0             |  |         |         |
| 2024   | Dolphins de Miami       | 17  | 60              | 39              | 21              | 1,0             | 2               | 07              | 11              | 0               | 0             | 0             |  |         |         |
| 2025   | Steelers de Pittsburgh  | ?   | Saison en cours | Saison en cours | Saison en cours | Saison en cours | Saison en cours | Saison en cours | Saison en cours | Saison en cours | ?             | ?             |  |         |         |
| Totaux | Totaux                  | 135 | 534             | 432             | 102             | 3,0             | 24              | 267             | 108             | 1               | 6             | 2             |  |         |         |

| Année  | Équipe                  | MJ |       | Plaquages | Plaquages | Plaquages | Plaquages |       | Interceptions | Interceptions | Interceptions | Interceptions |  | Fumbles | Fumbles |
| Année  | Équipe                  | MJ | Total | Seul      | Ast.      | Sacks     | Nb.       | Yards | Déf.          | TD            | Nb.           | Rec.          |  |         |         |
| 2017   | Jaguars de Jacksonville | 3  | 08    | 07        | 1         | 0         | 1         | 2     | 1             | 0             | 0             | 0             |  |         |         |
| 2020   | Rams de Los Angeles     | 2  | 07    | 04        | 3         | 0         | 0         | 0     | 1             | 0             | 0             | 0             |  |         |         |
| 2021   | Rams de Los Angeles     | 4  | 13    | 11        | 2         | 0         | 0         | 0     | 4             | 0             | 0             | 0             |  |         |         |
| 2023   | Dolphins de Miami       | 1  | 05    | 04        | 1         | 0         | 0         | 0     | 1             | 0             | 0             | 0             |  |         |         |
| Totaux | Totaux                  | 10 | 33    | 26        | 7         | 0         | 1         | 2     | 7             | 0             | 0             | 0             |  |         |         |